# تشانغ هاي يوان
تشانغ هاي يوان هي منافسة ألعاب القوى صينية، ولدت في 12 يونيو 1977.